# سايبا كويك
سيارة سايبا كويك وتعني (بالإنجليزية: السرعة والرشاقة) هي سيارة عائلية صغيرة من نوع هاتشباك بُنيَت وأُنتِجَت من قبل شركة سايبا الإيرانية عام 2017م. 

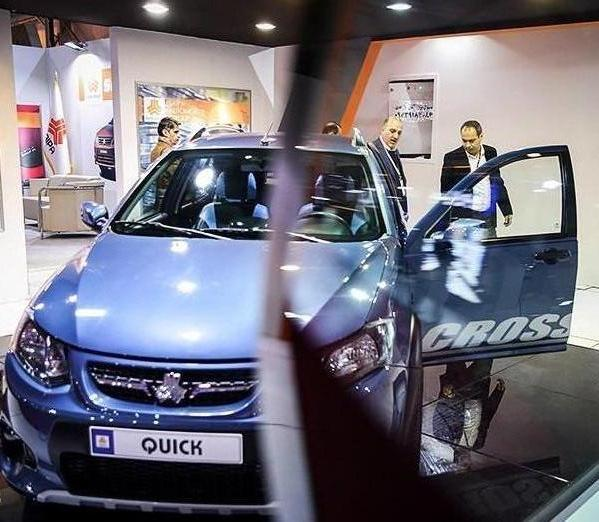
سيارة كويك هاتشباك الجديدة، من إنتاج شركة سايبا لصناعة السيارات

## التصميم
ان سيارة Quick الجديدة كلياً صُمِمَت من قبل مركز البحوث التابع إلى مجموعة سايبا لإنتاج السيارات على أيدي المهندسين والخبراء الإيرانيين العاملين في الشركة ومصانعها المنتشرة داخل البلاد والتي تم تدشينها برعاية رئيس مجلس الشورى الإسلامي في إيران.
تم الإعلان عن سيارة كويك السريعة والمصممة بمركز سايبا للأبحاث عام 2017م، وتم كشف النقاب عنها بحفل رسمي حضره رئيس مجلس الشورى الإيراني الدكتور علي لاريجاني، ورئيس مجموعة سايبا الصناعية مهدي جمالي ووزير الصناعة والتجارة محمد رضا نعمت زاده.

## الخصائص
صممت بالكامل من قبل المهندسين الإيرانيين وهي المنتج الجديد لمجموعة سايبا للسيارات. وقد زودت سيارة كويك الجديدة بمحرك قوي سعة 1.5 لتر بقوة 87 حصان والذي يتطابق مع معيار Euro-4 للانبعاثات. ومن مواصفات هذه السيارة أن ناقل الحركة فيها أوتماتيكي ويدوي أي إنه متغير وب5 سرعات CTV مع ميزات إضافية كشاشة تعمل باللمس 7 بوصة، ومثبت السرعة، ونظام بلوتوث، ومقاعد كهربائية. وقد طرحت للبيع في الأسواق في شهر نوفمبر من عام 2017م. وب سعر سيارة كويك هاتشباك السريعة أقل من (12500 دولار).

## المواصفات العامة[7]
| نوع علبة التروس       | أوتوماتيك CTV أو يدوي           |
| الطول (mm)            | 3989                            |
| العرض (mm)            | 1688                            |
| الارتفاع (mm)         | 1524                            |
| الوزن الصافي (kg)     | 1065                            |
| قاعدة العجلات (mm)    | 2412                            |
| نوع العجلة            | ألمنيوم 14 بوصة                 |
| سعة خزان الوقود (lit) | 41                              |
| قياس الإطارات         | 185/65R 14                      |
| النزوح (cc)           | 1503                            |
| معيار الإنبعاثات      | يورو 4 وقابل للترقية إلى يورو 5 |

## طالع ايضاً
- إيران خودرو
- سمند
- صناعة السيارات الإيرانية

## وصلات خارجية
- (الجزيرة) تدشين المرحلة الثانية لمشروع سيارات سوري إيراني